# Crocallis jordanaria
Crocallis jordanaria är en fjärilsart som beskrevs av Otto Staudinger 1897. Crocallis jordanaria ingår i släktet Crocallis och familjen mätare. Inga underarter finns listade i Catalogue of Life.